# Szerelmek Saint Tropez-ban
Szerelmek Saint Tropez-ban (Sous le soleil) francia szappanopera, melyet a francia TF1 csatorna 1996 és 2008 között sugárzott. Több országban is nagy sikert ért el a sorozat, mint például Franciaországban, Belgiumban, Svájcban, Olaszországban, Oroszországban, Törökországban, Lengyelországban és Magyarországon. Összesen 80 országban volt és van a mai napig műsoron.
A történet három barátnő, Laure, Caroline és Jessica életéről és szerelmeikről szól, akik Saint-Tropez-ban a Francia Riviérán élnek. Az események középpontjában "Saint-Tropez" a tengerparti plázs áll, ahol a fiatalok minden évben töltik a nyarat. A sorozat kezdő epizódjában döbbenten hallják, hogy Claude Lacroix el akarja adni a part bérlési jogát anyagi gondok miatt, ezért a fiatalok összefognak, hogy megtartsák azt. A strand jelképezi a köteléket, amely összetartja őket, és amely mindig az övék lesz.

## Szereplők

### Főszereplők
| Szereplő           | Színész           | Magyar hang        |
| ------------------ | ----------------- | ------------------ |
| Laure Olivier      | Bénédicte Delmas  | Kisfalvi Krisztina |
| Caroline Drancourt | Adeline Blondieau | Kökényessy Ági     |
| Jessica Lowry      | Tonya Kinzinger   | Zsigmond Tamara    |

Laure egy érzékeny, de egyben komoly helybéli lány, aki orvosnak tanul, majd Saint-Tropez egyik kórházában praktizál.
Caroline egy talpraesett nő aki tudja, hogy mit akar és azt el is éri mind énekesként, mind pedig ügyvédként.
Jessica Amerikából érkezik, hogy megtalálja régi barátját Gregory Lacroix-t. Pultosként, modellként és táncosként is dolgozik.

### További szereplők
| Szereplő               | Színész(nő)          | Magyar hang        |
| ---------------------- | -------------------- | ------------------ |
| Valentine Dulac        | Christine Lemler     | Kiss Virág         |
| Benjamin Lauset        | Grégory Fitoussi     | Viczián Ottó       |
| Blandine Olivier Morel | Marie-Christine Adam | Menszátor Magdolna |
| Alain Dulac            | Stéphane Slima       | Szokol Péter       |
| Louis Lacroix          | Roméo Sarfati        | Dózsa Zoltán       |
| Gregory Lacroix        | Frédéric Deban       | Selmeczi Roland    |
| Samuel Devos           | Avy Marciano         | Seszták Szabolcs   |
| David Devos            | Avy Marciano         | Csőre Gábor        |
| Catherien Lorenzi      | Patricia Malvoisin   | Antal Olga         |
| Lisa Drancourt         | Vanessa Wagner       | Szénási Kata       |
| Sandra Robert          | Mallaury Nataf       | Orosz Helga        |
| Marco.                 | Arsène Jiroyan       | Melis Gábor        |
| Manu                   | Arnaud Binard        | Széles Tamás       |
| Marie.                 | Florence Geanty      | Orosz Anna         |
| Pierre Olivier         | Sylvain Corthay      | Cs. Németh Lajos   |
| Paolo Lorenzi          | Luis Marquès         | Bodrogi Attila     |
| Terry.                 | Astrid Veillon       | Farkasinszky Edit  |
| Victoria Morel         | Lucie Jeanne         | Simonyi Piroska    |
| Baptiste Mondino       | David Brécourt       | Lux Ádám           |
| Marion de Boissière    | Manuela Lopez        | Németh Borbála     |
| Claudia.               | Audrey Hamm          | Lamboni Anna       |
| Claude Lacroix- Jean   | François Garreaud    | Fazekas István     |
| Lucie Valanski         | Mélanie Maudran      | Solecki Janka      |
| Jeanne Bouvier         | Shirley Bousquet     | Madarász Éva       |
| Clarissa               | Claude Gensac        |                    |
| Agnes Soral            | Lise Hamon           |                    |
| Chloé                  | Alice Pol            |                    |
| Sylviane               | Babsie Steger        |                    |
| Charlotte Lacroix      | Delphine Chanéac     |                    |
| Belgrand               | Jean Dell            |                    |
| Bob Robin              | Lucien Jean-Baptiste |                    |
| Madame Dumont          | Pascale Petit        |                    |